# Eugene Ely
Eugene Burton Ely (21. oktober 1886 – 19. oktober 1911) var en amerikansk flypioner. Han var den første, som startede og landede et fly på et skib.